# 名鉄DB15形ディーゼル機関車
名鉄DB15形ディーゼル機関車（めいてつDB15がたディーゼルきかんしゃ）は、かつて名古屋鉄道で運用されたディーゼル機関車である。

## 概要
1973年（昭和48年）、日本車輌製造が製造した小型のディーゼル機関車である。
名古屋鉄道築港線や日本車輌製造大江製作所などで使用された。車両の所有権は日本車輌製造にあるが、車籍は名古屋鉄道に編入されていた。
1984年（昭和59年）、築港線の貨物営業廃止と日本車輌製造大江製作所の閉鎖のため走行休止となり、1988年（昭和63年）12月に廃車となった。

## 主要諸元
- 全長 - 6,500mm
- 全幅 - 2,709mm
- 全高 - 3,510mm
- 車両重量 - 15.0t
- 機関出力 - 153PS×1